# Avasság
Avasság, románul Țara Oașului az egykori Szatmár vármegyében az Avas-hegység alatti, az Alföldre nyíló hegyi medence elnevezése, egyben földrajzi és etnokulturális régió a jelenlegi Szatmár megye területén. Központja Avasfelsőfalu.
Falvai a középkorban a szatmári vár uradalmához tartoztak. Az avassági falvak lakosságának többsége román, román elnevezése a magyarból származik (Oaş < Avas).
A terület magyar lakossága a medence középső részén a Túr és a Tálna-patakok mellett Avasújvárosban, Kőszegremetén és Vámfaluban élt.
A mai Ukrajna és Románia határán található, közel Magyarországhoz.

## Települések
Avasújváros (Orasu Nou),
Rózsapallag (Prilog),
Ráksa (Racșa)
Pálosremete (Remeți),
Nagyhegy (Orașu Nou-Vii),
Avasújfalu (Certeze),
Lajosvölgy (Huta Certeze)
Mózesfalu (Moișeni),
Vámfalu (Vama),
Büdössárfürdő (Vama Bai,/Băile Puturoasa),
Kányaháza (Calinești-Oaș),
Avaslekence (Lechința),
Kakáktelep (Coca),
Meggyesgombás (Dumbrava),
Tartolc (Târșolț),
Kistartolc (Aliceni),
Trip Băi,
Bujánháza (Boinești),
Bikszád (Bixad),
Komorzán (Cămârzana),
Batarcs (Bătarci),
Nagytarna (Tarna Mare),
Avasfelsőfalu (Negresti-Oas)

## Nemesi családok
- Szilágyi de Oaș
- Pop de Negrești

## Híres emberek
- Ioniță G. Andron - fotós, ügyvéd
- Dr. Pop Mihai - orvos
- Prot. Mihai Feher - pap és az Avasság ortodox dékánja
- Prof. Maria Tripon - tanár, énekes
- Prof. dr. Natalia Lazăr - a Avasfelsőfalu Művelődési Ház igazgatója és a Oașul Népi Együttes igazgatója[2]